# Törley Pezsgőmanufaktúra
A  Törley Pezsgőmanufaktúra egy 1882-ben alapított magyar pezsgőgyár. 2013-tól borokat is előállít.

## Története
„Nagy szorgalom és kitartás mellett sikerült nekem az eddig ismert champagne-i pezsgőboroknál sokkal kitűnőbbet előállítani.” – vetette papírra e mondatot Törley József 1882-ben, amikor elhatározta, hogy a franciaországi Reimsben szerzett ismereteit Magyarországon kamatoztatja. A Magyar Királyság első pezsgőgyára az 1834-ben Prückler Ignác által alapított, amelyet majd az 1859-ben létrehozott Littke pezsgőgyár követett; nagy sikert arattak a 19. században, különösen a Prückler Ignác pezsgőgyára, amely még Angliába is exportálta pezsgőjét. Ezek a gyárak azonban a század végére kezdtek kiszorulni és egyben utat engedni újabb vállalkozásoknak, mint például Törley József sikeres és modern pezsgőgyárának.
Törley József Etyek környékén talált a franciaországi Champagne-hoz hasonló talaj és klíma adottságokkal rendelkező szőlőültetvényeket, melyeknek borai kiválóan megfeleltek a pezsgő készítéséhez. A gyártáshoz Budafokon, az akkori Promontor területén lelt, a jó minőségű pezsgő gyártásának előfeltételeit biztosító, ideális, télen-nyáron állandó hőmérsékletű, mészkőbe vájt pincékre, a pezsgő bölcsőhelyével Champagne-vidékével megegyezően. A gyárat francia szakemberek szerelték fel, francia származású volt az önállósodásáig gyárvezetőként dolgozó Louis François is.
Törley 1882. júniusában még reimsi cégként jegyeztette be első pezsgő-védj egyét a budapesti Kereskedelmi Kamaránál. Az alapítás testvérével, Törley Gyula szabadkai földbirtokossal társas viszonyban történt. A gyár hazai beindításához a szükséges tőkét Gyula bátyja biztosította. A „Törley József és Társa cég" mint közkereseti társaság Promontoron, a Péter-Pál u. 178. szám alatt még abban az évben megkezdte működését. Közben Törley megvásárolta a budafoki Savoyai kastélyt és a hozzá tartozó uradalmi épületek egy építkezésekbe, és nagyarányú építkezésekbe fogott, A kastélyt lebontatta, és helyén üzemi épületeket emelt, töltőcsarnokot, láda- és szalmatok-készítő üzemet rendezett be. A kastély impozáns látványa, előterében a füstölgő gyárkéménnyel nemcsak Törley gazdagságát hivatott reprezentálni. Ennél sokkal fontosabb az a benyomás, amit az épületkomplexum kifejezésre juttat a Törley pezsgőgyárnak a magyar iparban betöltött kiemelkedő szerepéről. 
Mindezt a tények és a számok is alátámasztják. 1890-ben mái 300 ezer palack pezsgő készült Törley és Társa a Pezsgőgyárában. A pezsgő fagyasztással történő tisztításának magyarországi bevezetése az ő nevéhez fűződik. Elsők között ismerte fel a reklám fontosságát, piacbefolyásoló szerepéi is.
Törley József nemcsak üzletembernek, de szakembernek is kiváló volt. Gyárát és a pezsgőgyártás technológiáját folyamatosan fejlesztette. Újításai közül az egyik legjelentősebb: Magyarországon Ő vezette be elsőként a fagyasztással történő seprőtelenítést (degorzsálás). Üzeme a századfordulóra az ország legkorszerűbb pezsgőgyára lett.
A millenniumi kiállításon Törley-ék már a „császári és királyi udvari szállítók” kitüntető címet viselték, pezsgőjük pedig a hazai ipar egyik büszkeségeként szerepelt. A század elejére a Törley már a „magyar pezsgő”, amely olyan népszerű volt, mint a pesti operett. E név egyet jelentett a mámorító itallal, amely szállodák, kávéházak, vendéglők, orfeumok és bárok kínálatában egyaránt szerepelt.
1907-ben ünnepelte a gyár negyedszázados jubileumát. A Törley pezsgőket akkor már Amerikától Ausztráliáig ismerték. A gyárnak lerakatai voltak Hamburgban, Berlinben és Koppenhágában. Ami pedig a legnagyobb elismerés: ekkor már Párizsban is ittak Törley-t.
A gyár termelése az 1910-es években már elérte a 2 millió palackot. Történetének egyik szakasza lezárult 1944-ben, amikor a gyár főépületét bombatalálat érte. A háborút követően, az 1950-es államosításig az üzem tetszhalott állapotban vegetált, mindössze négy főt foglalkoztatott.
Mára a Törley évi 10-12 millió palack termeléssel, közel 35%-os  értékbeni piaci részaránnyal őrzi a magyar pezsgőpiac vezető helyét. A pezsgő, immár több  mint  száznegyven éve a hagyomány és minőség jegyében készül, és ma is népszerű idehaza és világszerte egyaránt.

## Törley és a reklám
Törley József, majd követői is rendszeresen alkalmaztak a reklámeszközöket. A céget plakátjai, menükártyái, számolócédulái és feliratozott teherautói is hozzásegítették az ismertséghez. A Törley napjainkban is a reklámmal legjobban támogatott pezsgőmárka Magyarországon.
A Törley volt az első pezsgőmárka, amelyik 1997-ben TV-reklámspottal jelent meg a televíziókban. 1999-ben került a képernyőkre a Törley második reklámfilmje. Harmadik reklámfilmüket 2002 őszén forgatták és az év végén került először sugárzásra. 2008-ban már a hatodik reklámspot futott a tévécsatornákon.

## Törley és a művészetek
A Törley-nél régóta szokás a művészetek támogatása. Számos zenei, képzőművészeti, irodalmi és egyéb művészeti esemény megvalósulását segíti elő.
A Törley művészeteket támogató rendezvénye a Törley Szalon, ahol a képzőművészet, a zene, az irodalom és a pezsgő ad egymásnak rendszeresen randevút. Az ezeken a koncerteket elhangzó zeneművek CD-n történő kiadását a Törley pezsgőpincészet szintén támogatja.

## Képtár

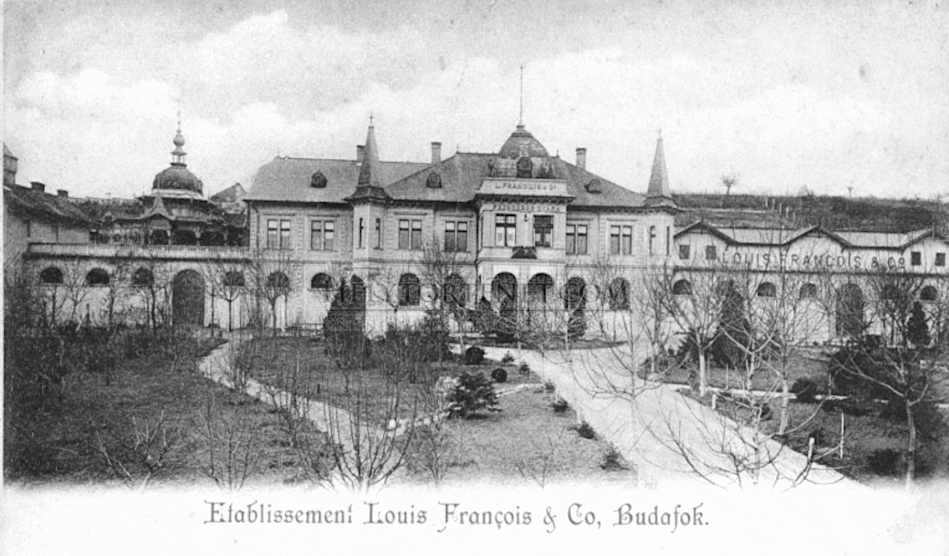
Képeslap (1900)
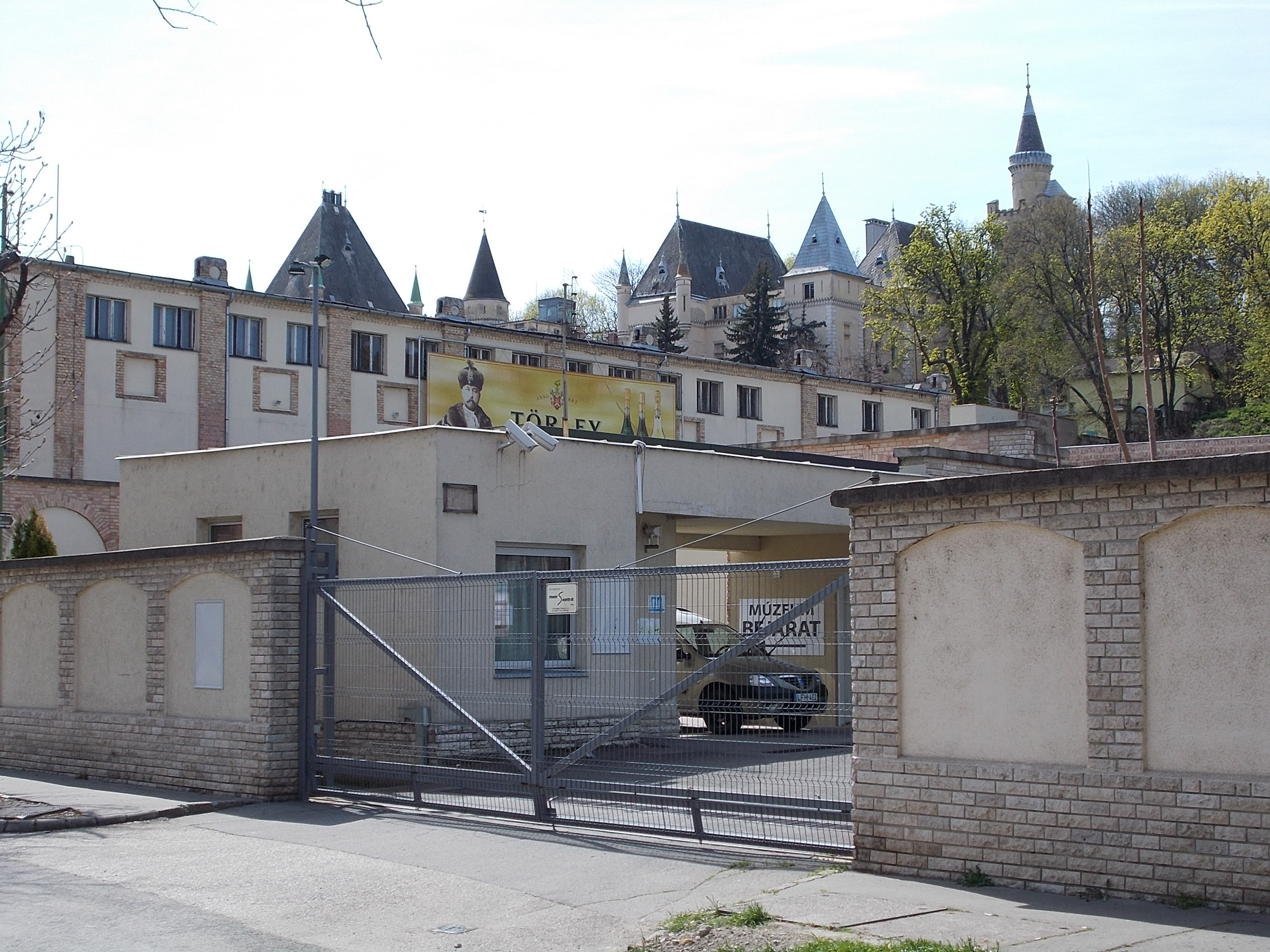
Főbejárat (2015)
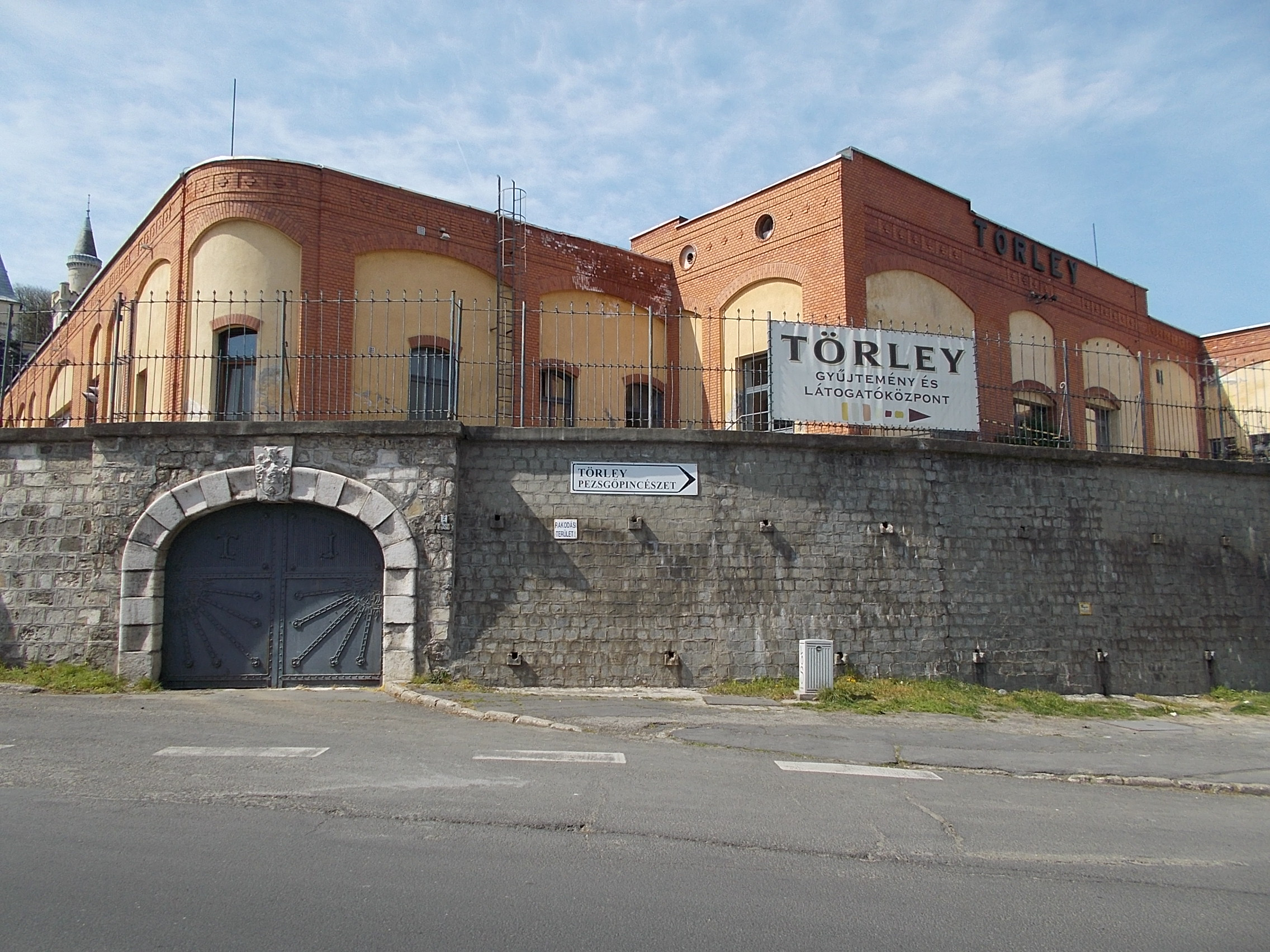
Üzemi épület (2015)
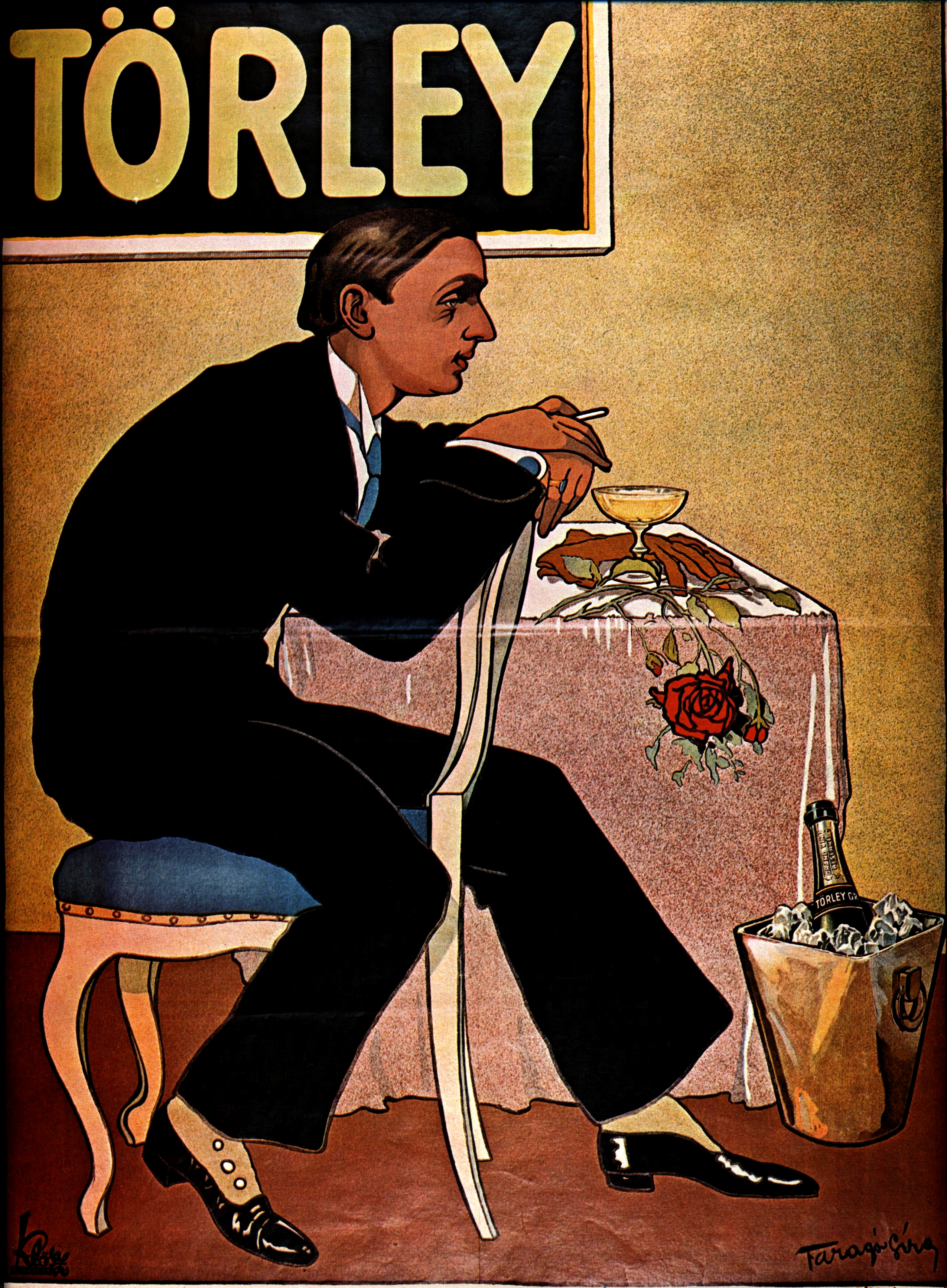
Faragó Géza plakátja a 20. század elejéről
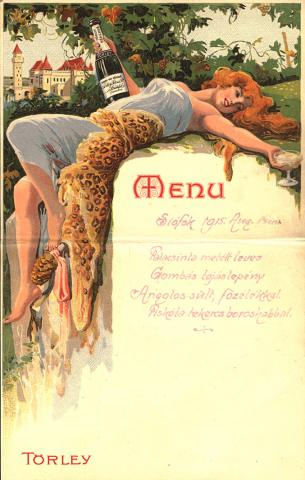
Törley étlap (20. század eleje)
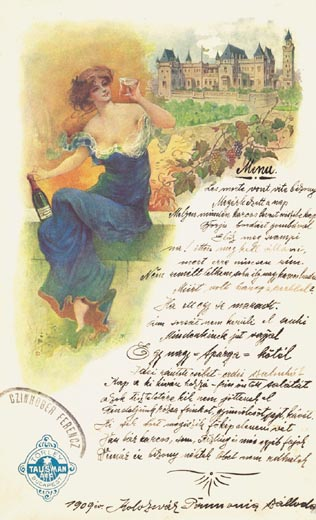
Törley étlap (1909)
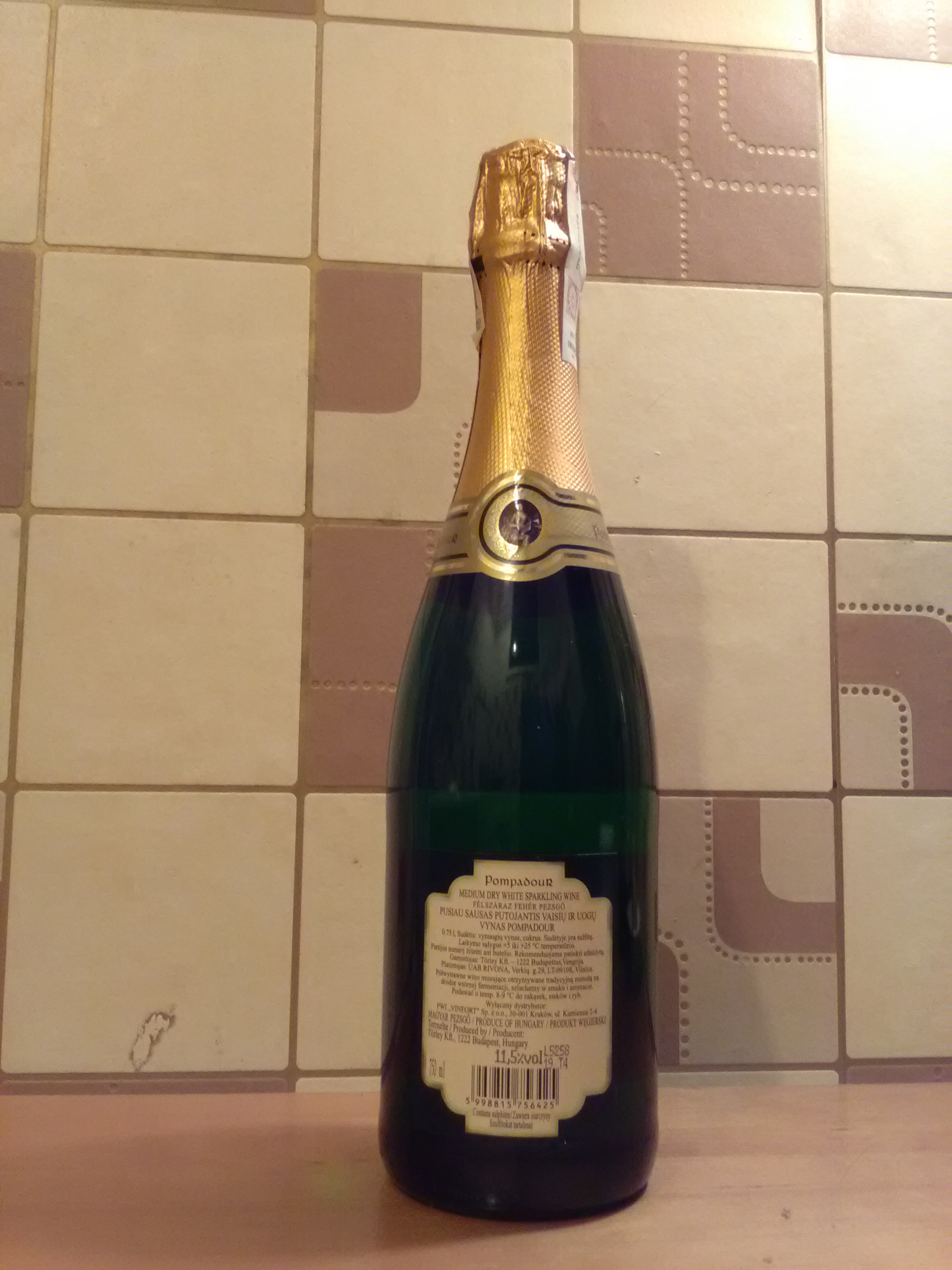
Törley pezsgő (2017)